# مايكل شيفشيك
مايكل شيفشيك (بالبولندية: Michał Szewczyk)‏ هو لاعب كرة قدم بولندي في مركزي الوسط، ولد في 17 أكتوبر 1992 في خوجوف في بولندا. شارك مع منتخب بولندا تحت 21 سنة لكرة القدم. أما مع النوادي، فقد لعب مع رتش شوروزو وفيسوا كراكوف.

## وصلات خارجية
- مايكل شيفشيك على موقع قاعدة بيانات كرة القدم.إي يو (الإنجليزية)
- مايكل شيفشيك على موقع Soccerway.com (الإنجليزية)